# محوطه قلعه پیرزن
محوطه باستانی قلعه پیرزن مربوط به هزاره اول قبل از میلاد - اوایل دوره است و در شهرستان گرمسار، بخش ایوانکی، ۳ کیلومتری جنوب روستای چشمه نادی - گلستانک و در مسیر شهرستان پیشوا به ایوانکی واقع شده و با شمارهٔ ثبت ۲۶۶۰۸ به‌عنوان یکی از آثار ملی ایران به ثبت رسیده است.